# Myxogastria
Myxogastria o Myxogastrea, Myxogastrids (secondo ICZN) o ancora Myxomycetes (secondo ICN) sono una classe di protisti. Sono conosciuti con i termini colloquiali di funghi mucillaginosi plasmodiali o acellulari.
Tutte le specie passano nel corso del loro ciclo vitale attraverso a diverse fasi morfologiche, come singole cellule di dimensioni microscopiche, organismi viscidi visibili ad occhio nudo e corpi fruttiferi cospicui e ben formati. Nonostante siano primariamente organismi unicellulari, possono raggiungere in alcune fasi dimensioni e pesi notevolissimi, arrivando in casi estremi a un metro di diametro e 20 kg di peso.
La classe Myxogastria è diffusa in tutto il mondo, ma è più comune nelle zone dal clima temperato, dove presenta una maggiore biodiversità rispetto a quella che ha nelle regioni polari, subtropicali o tropicali. Principalmente possono essere osservati in aree forestali, ma anche in situazioni più estreme come nei deserti, al di sotto di coltri nevose o anche sott'acqua. Possono colonizzare la corteccia degli alberi, e in questo caso sono noti come mixomiceti corticicoli. La maggior parte delle specie sono di dimensioni molto piccole.

## Nomenclatura
La vecchia denominazione Myxomycota, oggi considerata sinonimo di Myxogastria, deriva dai termini in greco antico μύξα myxa, che significa "muco", e μύκης mykes, che vuole dire "fungo". Il nome Myxogastria fu introdotto nel 1970 dal micologo Lindsay Shepherd Olive per descrivere la famiglia Myxogastridae, che era stata a sua volta originariamente introdotta nel 1899 da Thomas Huston Macbride. Il micologo svedese Elias Magnus Fries nel 1829 aveva già descritto numerosi funghi mucillaginosi come Myxogasteres. Le specie della classe Myxogastria sono informalmente conosciute come funghi mucillaginosi plasmodiali o acellulari. Alcuni studiosi considerano i Myxogastria un regno e sé stante, la cui filogenesi rimane però indefinita a causa di dati molecolari e di sviluppo controversi. Le relazioni filogenetiche tra i vari ordini che appartengono ai Myxogastria sono anch'esse tutt'ora poco chiare.

## Classificazione
La seguente suddivisione dei Myxogastria in ordini e famiglie si basa sul lavoro di Schnittler et al. del 2012:
- Ordine Protosporangiida
  - Ceratiomyxidae (es. Ceratiomyxa)
  - Protosporangiidae (es. Protosporangium)
- Ordine Liceida
  - Liceidae (es. Licea)
  - Listerelliidae (es. Listerella)
  - Enteridiidae (es. Lindbladia, Lycogala, Enteridium)
- Ordine Trichiida
  - Dianemidae (es. Dianema)
  - Trichiidae (es. Arcyria, Trichia, Metatrichia, Hemitrichia)
- Ordine Echinosteliida
  - Echinosteliedae (es. Echinostelium)
  - Clastodermidae (es. Barbeyella)
- Ordine Stemonitidales
  - Stemonitidae (es. Brefeldia, Comatricha, Enerthenema, Lamproderma, Stemonitis, Stemonitopsis, Symphytocarpus)
- Ordine Physarida
  - Elaeomyxidae (es. Elaeomyxa)
  - Physaridae (es. Badhamia, Fuligo, Leocarpus, Physarum)
  - Didymiidae (es. Diachea, Diderma, Didymium)

Nel 2008 il Dictionary of the Fungi attribuiva alla classe un totale di 62 generi e 888 specie.

## Caratteristiche e ciclo vitale

### Fase monocellulare e mononucleare

#### Spore

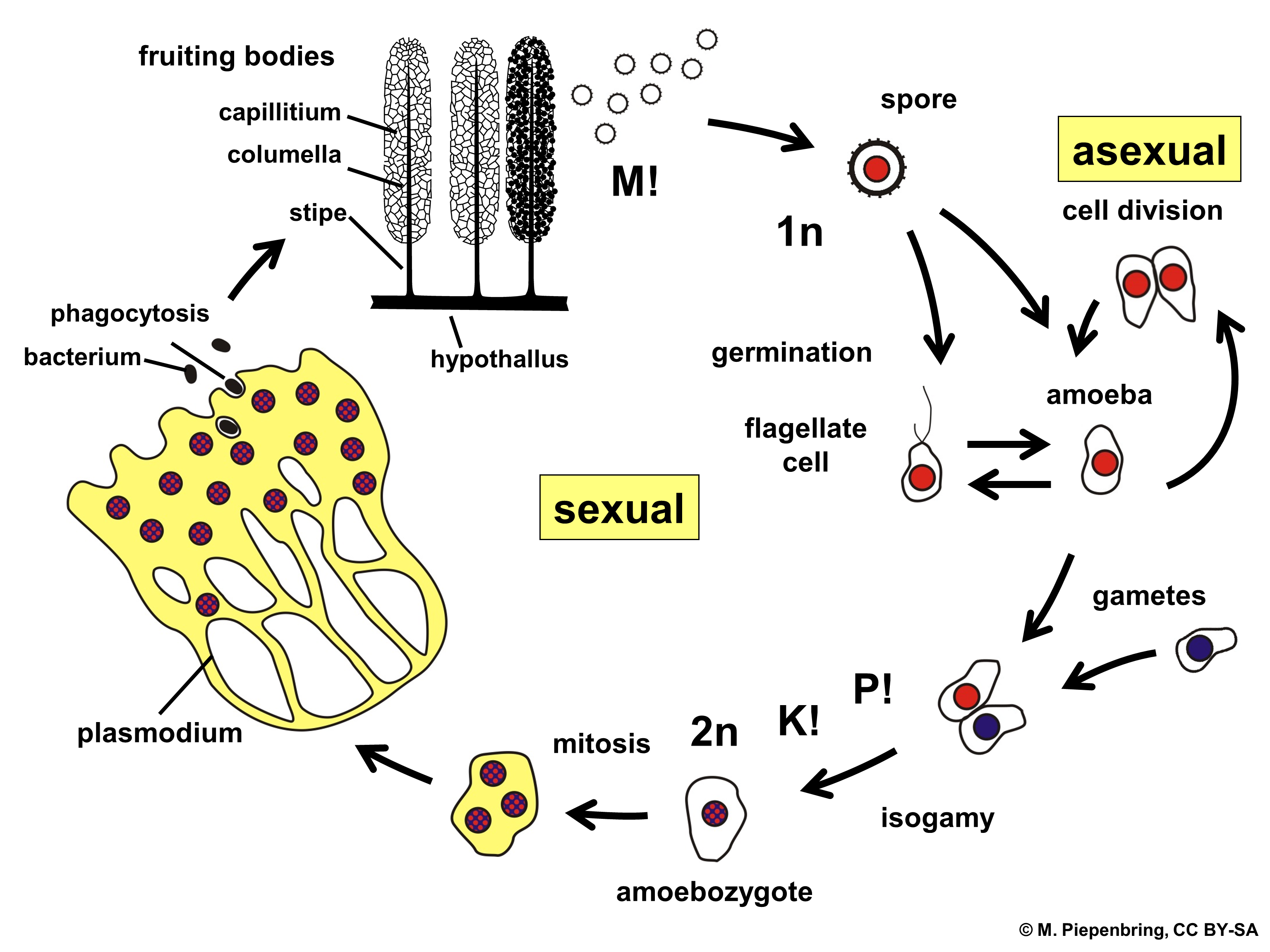
Ciclo vitale di Stemonitis sp.

La spore dei Myxogastria sono aploidi e grossomodo rotonde; misurano in genere tra i 5 μm e i 20 μm di diametro, e raramente più di 24 μm. La loro superficie è di solito reticolare, a volte appuntita, molto più raramente liscia. La massa di spore è visibile attraverso la struttura di rivestimento, e le spore stesse non sono pigmentate. In alcune specie, in particolare quelle del genere Badhamia, le spore si addensano in grumi. Colore, forma e diametri delle spore sono caratteristiche importanti per l'identificazione della specie.
L'umidità e la temperatura sono fattori rilevanti per la germinazione. Di solito le spore conservano la possibilità di germinare per vari anni; sono astate segnalate spore contenute in campioni di erbario che sono germinate fino a 75 anni dopo la raccolta del campione. Dopo lo sviluppo delle spore, avviene la meiosi al loro interno. Con la germinazione gli involucri della spora si aprono in corrispondenza di appositi pori o crepe, o si lacerano in modo irregolare, rilasciando da uno a quattro protoplasti aploidi.

#### Myxoamebe e myxoflagellati

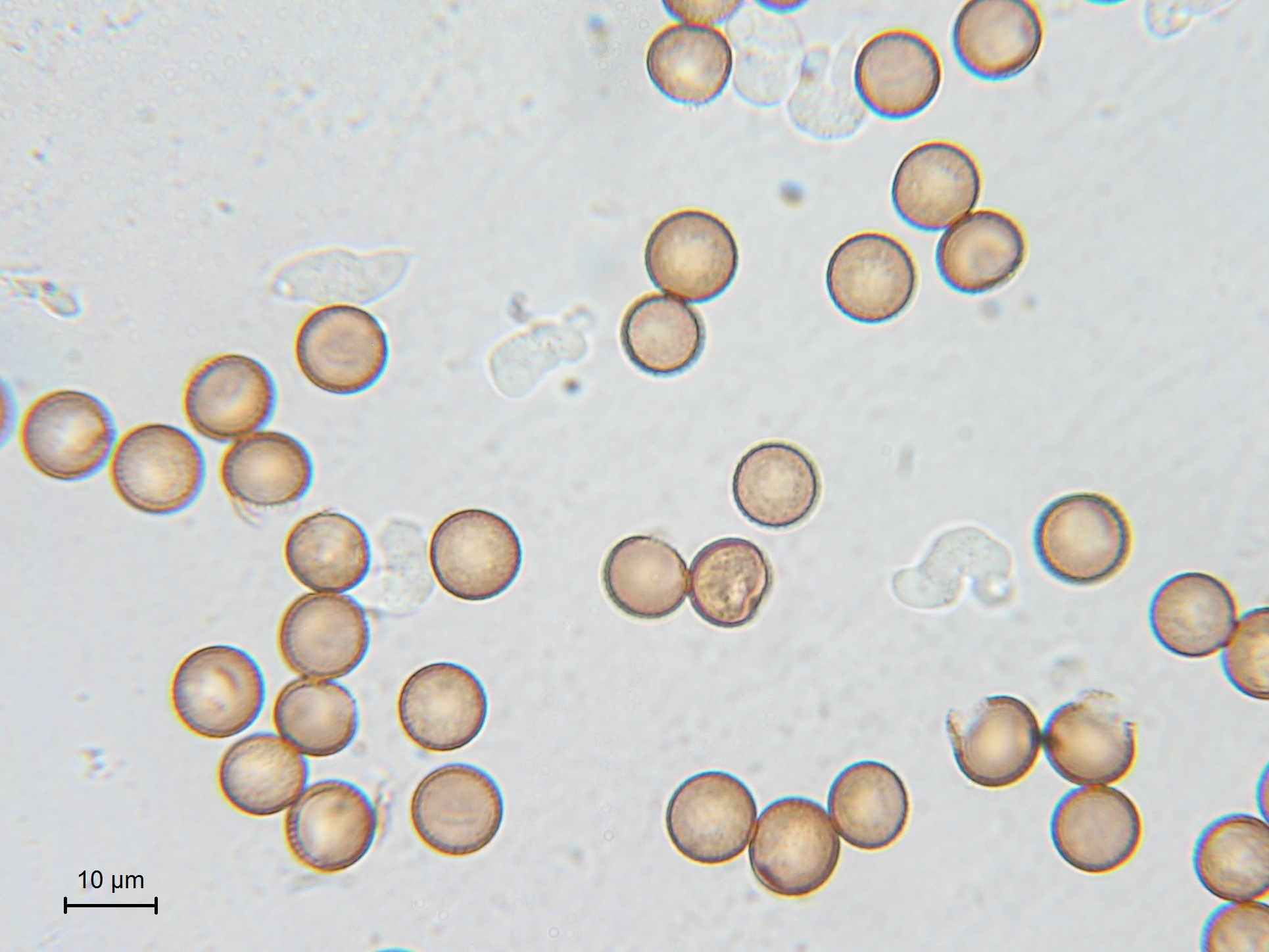
Myxoflagellati e spore di Symphytocarpus flaccidus

Nelle specie che si riproducono sessualmente, le cellule aploidi germinano dalle spore; a seconda delle condizioni ambientali possono formarsi mixoamebe o mixoflagellati. I flagelli sono usati sia per la locomozione che per avvicinare alla cellula le particelle di cibo. Se il grado di umidità cambia le cellule possono passare dall'uno all'altro dei propri due possibili stati. Nessuna di queste forme possiede una parete cellulare. Il fungo mucillaginoso in questo stadio del proprio sviluppo, come pure in quello successivo, è principalmente impegnato a nutrirsi, e quindi la fase viene detta "prima fase trofica". Nella loro fase monocellulare i Myxogastria si nutrono di batteri e di spore fungine, oltre che probabilmente anche di sostanze in soluzione nell'acqua, e possono riprodursi tramite una semplice divisione cellulare. Se le condizioni ambientali diventano avverse nel corso di questa fase, per esempio in caso di temperature estreme, di forte siccità o carenza di cibo, i Myxogastria possono passare ad una fase di resistenza. In questa forma riescono sopravvivere a lungo, con un sottile involucro, in uno stato di quiescenza che è detto di microciste. In questi casi le myxoamebe assumono una forma tondeggiante e secernono una parete cellulare. Il periodo di sopravvivenza può arrivare ad un anno o anche più. Se le condizioni di vita migliorano possono poi ritornate in attività.

#### Zigogenesi
Se due cellule dello stesso tipo si incontrano in questa fase, possono unirsi in uno zigote diploide con la fusione dei protoplasmi e dei nuclei. I fattori che possono indurre questo processo non sono ancora noti. Se le cellule oggetto di fusione sono del tipo myxoflagellato peritrico, queste cambiano forma prima di unirsi diventando myxoamebe. La produzione di uno zigote richiede l'eterotallismo, e cioè due cellule con diversi mating type (tipi d'accoppiamento, l'equivalente dei sessi in funghi e altri organismi).

### Fase plasmodiale

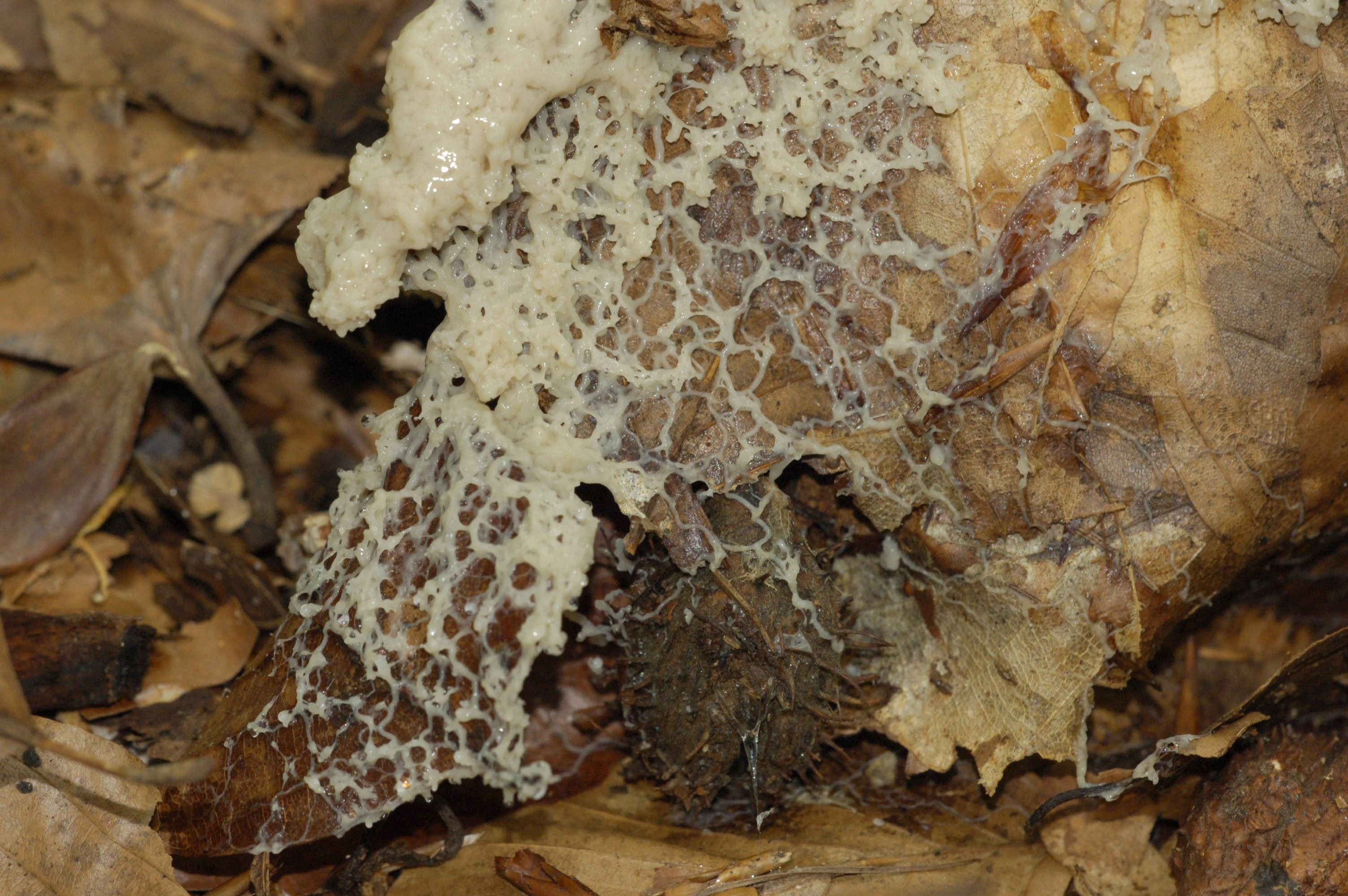
Myxogastria in transizione tra plasmodio e corpo fruttifero

La seconda fase trofica inizia con lo sviluppo di un plasmodio. Si tratta di un organismo plurinucleato che tramite fagocitosi assorbe la maggior quantità possibile di sostanze nutritizie. Queste possono essere costituite da batteri, protisti, sostanze in soluzione, muffe, funghi superiori e altre piccole particelle di materia organica. Tale processo permette alla cellula di svilupparsi enormemente. Il nucleo si divide moltissime volte, e presto la cellula diventa visibile anche ad occhio nudo, raggiungendo una superficie che - in alcune specie - può arrivare fino ad un metro quadrato. Nel 1987 una cellula di Physarum polycephalum coltivata artificialmente raggiunse una superficie di 5,5 metri quadrati. Le specie di Myxogastria hanno numerosi nuclei nella loro fase plasmodiale trofica; i piccoli proto-plasmodi, non venati, hanno tra gli 8 e i 100 nuclei, mentre reticoli plasmodiali, massicci e venati, arrivano a comprendere tra i 100 e i 10 milioni di nuclei. Tutti questi nuclei rimangono però parte di una singola cellula, che ha una consistenza viscosa, mucillaginosa, e che può essere trasparente, bianca o anche vivacemente colorata di arancione, giallo o rosa.
In questa fase le cellule hanno capacità di chemiotassi e di fototassi negativa: sono cioè in grado di muoversi verso zone ricche di nutrimento e di allontanarsi dalla luce e da zone con sostanze pericolose. Il movimento si origina nel citoplasma granuloso, che fluisce con un moto pulsante in una certa direzione all'interno della cellula. In questo modo la cellula può raggiungere una velocità di 1000 μm al secondo (la velocità delle cellule vegetali è di 2–78 μm al secondo). Uno stato di riposo, chiamato sclerozio, può instaurarsi a volte durante questa fase. Lo sclerozio è una forma indurita e resistente, ed è composto da numerose "macrocisti", che danno ai Myxogastria la capacità di sopravvivere in questa fase anche in condizioni avverse, per esempio durante l'inverno o in periodi di siccità.

### Fruttificazione

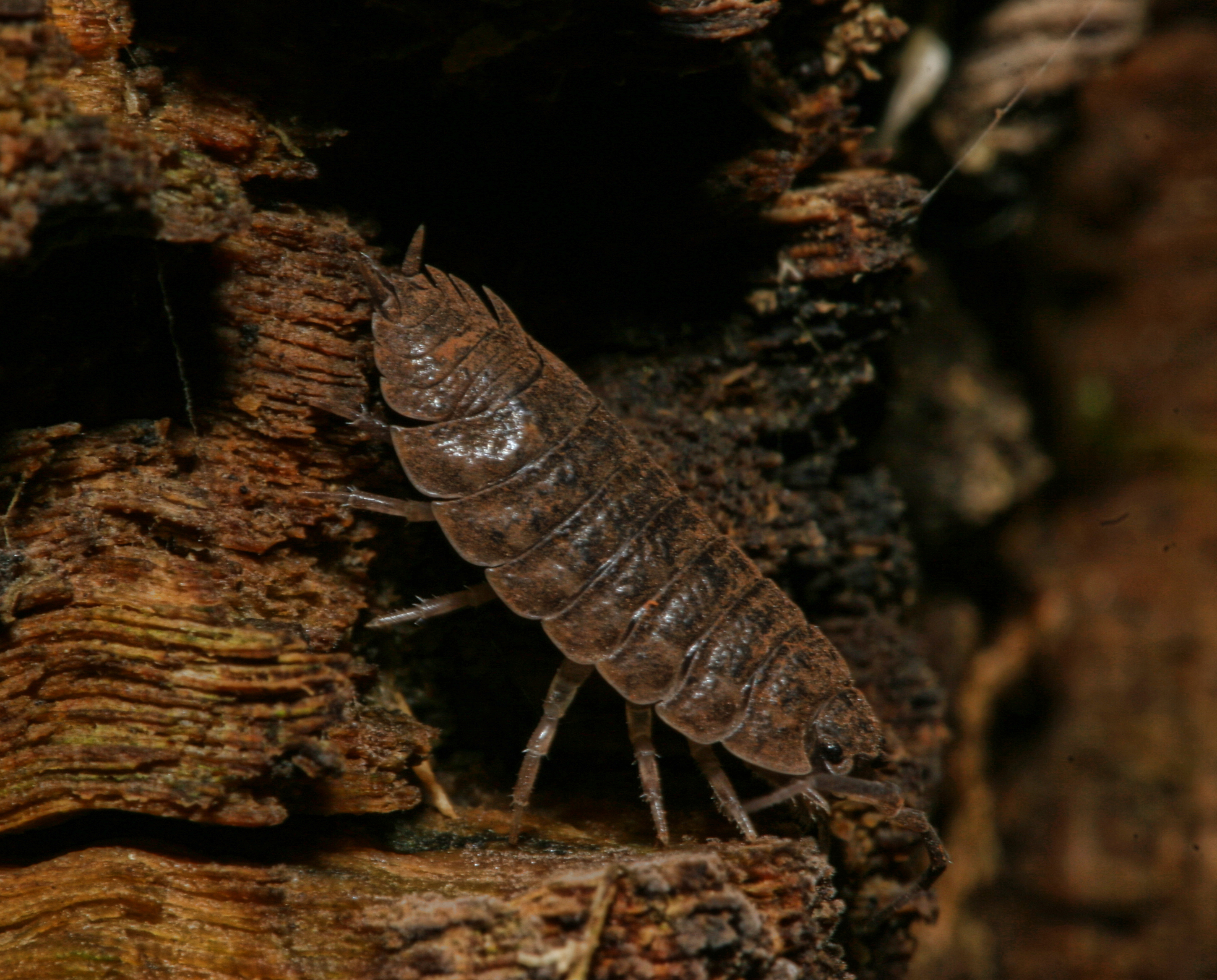
Onisco con spore di Myxogastria

I plasmodi maturi, quando si trovano nelle condizioni opportune, possono produrre corpi fruttiferi. La causa scatenante di tale processo non è tutt'ora nota con precisione. Secondo le ricerche in laboratorio in alcune specie l'innesco può essere dovuto a variazioni dell'umidità, della temperature, del ph o anche a periodi di scarsità di cibo. Il plasmodio smette di nutrirsi e striscia, attratto dalla luce - fototropismo positivo - verso un'area asciutta e illuminata, in modo da assicurarsi le condizioni ambientali ottimali per la diffusione delle spore. Una volta che il processo di fruttificazione è incominciato non può più interrompersi. Se intervengono fattori di disturbo i corpi fruttiferi che portano le spore potranno risultare malformati.
Il plasmodio o gli elementi del corpo fruttifero possono risultare più piccoli di un millimetro, mentre all'estremo opposto in alcuni casi possono arrivare a coprire una superficie di un metro quadrato e a pesare fino a 20 kg (ad es. nel caso di Brefeldia maxima). La loro forma è spesso pediculata o può presentare sporangi con steli non differenziati in cellule, ma possono anche formarsi plasmodiocarpi venati o reticolati, aethalia dalla forma di puntaspilli o pseudo-aethalia. Quasi sempre i corpi fruttiferi si trovano al margine di uno strato di ipotallo (o hypothallus) che li connette con il substrato. Le spore vengono prodotte in grandi quantità e sono immagazzinate in un reticolo o in una struttura filamentosa detta capillizio (o capillitium) e si possono osservare in quasi tutte le specie, eccetto che nel caso dell'ordine dei Liceida e del genere Echinostelium. Quando i corpi fruttiferi aperti si asciugano, le spore vengono disperse dal vento o da piccoli animali come onischi, acari o coleotteri, i quali possono caricarsi di spore per contatto oppure nutrendosi dei corpi fruttiferi e poi espellendole con le feci. È anche possibile una dispersione delle spore dovuta all'acqua corrente, ma questa modalità gioca un ruolo minore.

Corpi fruttiferi nei Myxogastria
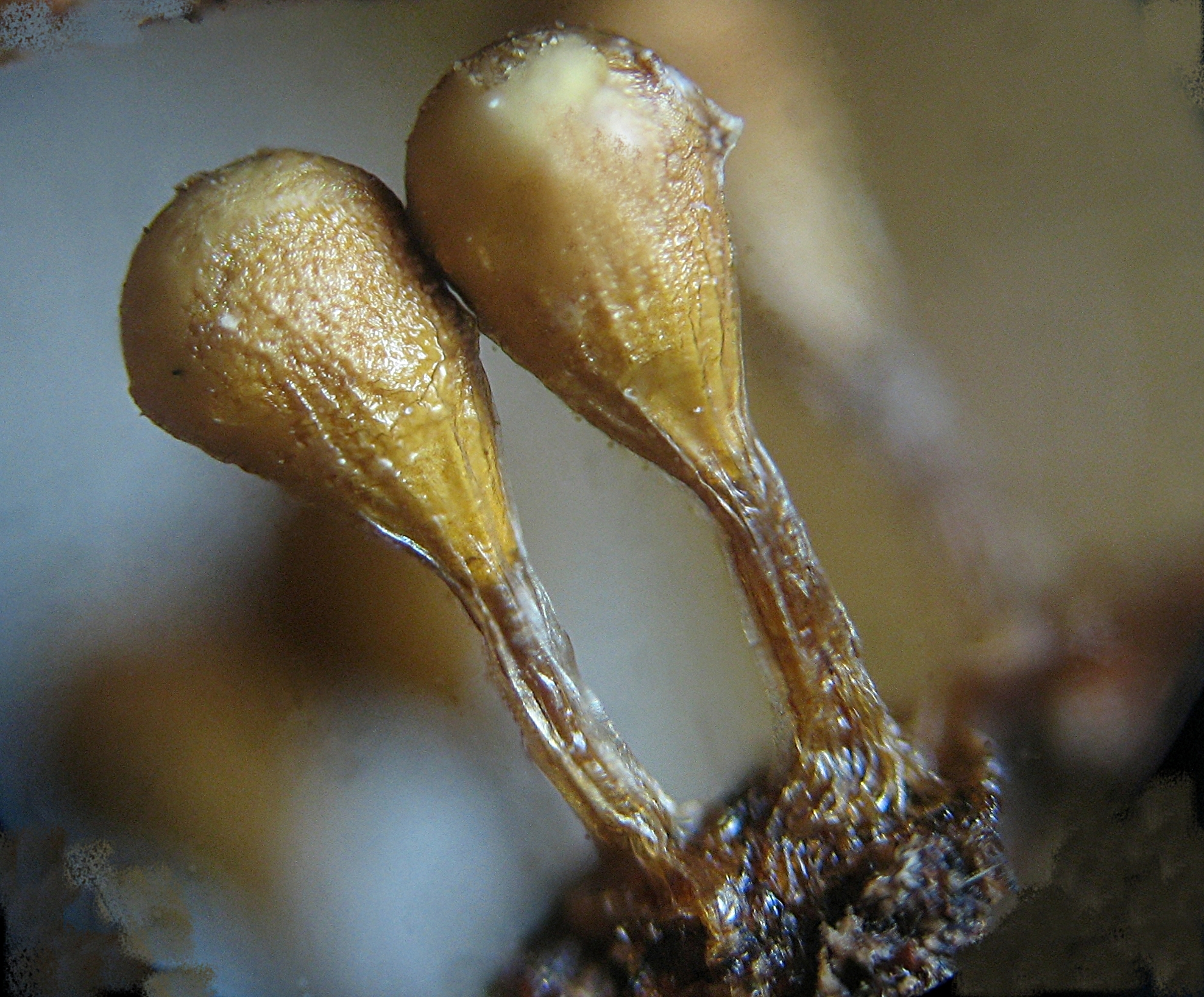
Sporangi (pediculati) di Trichia decipiens
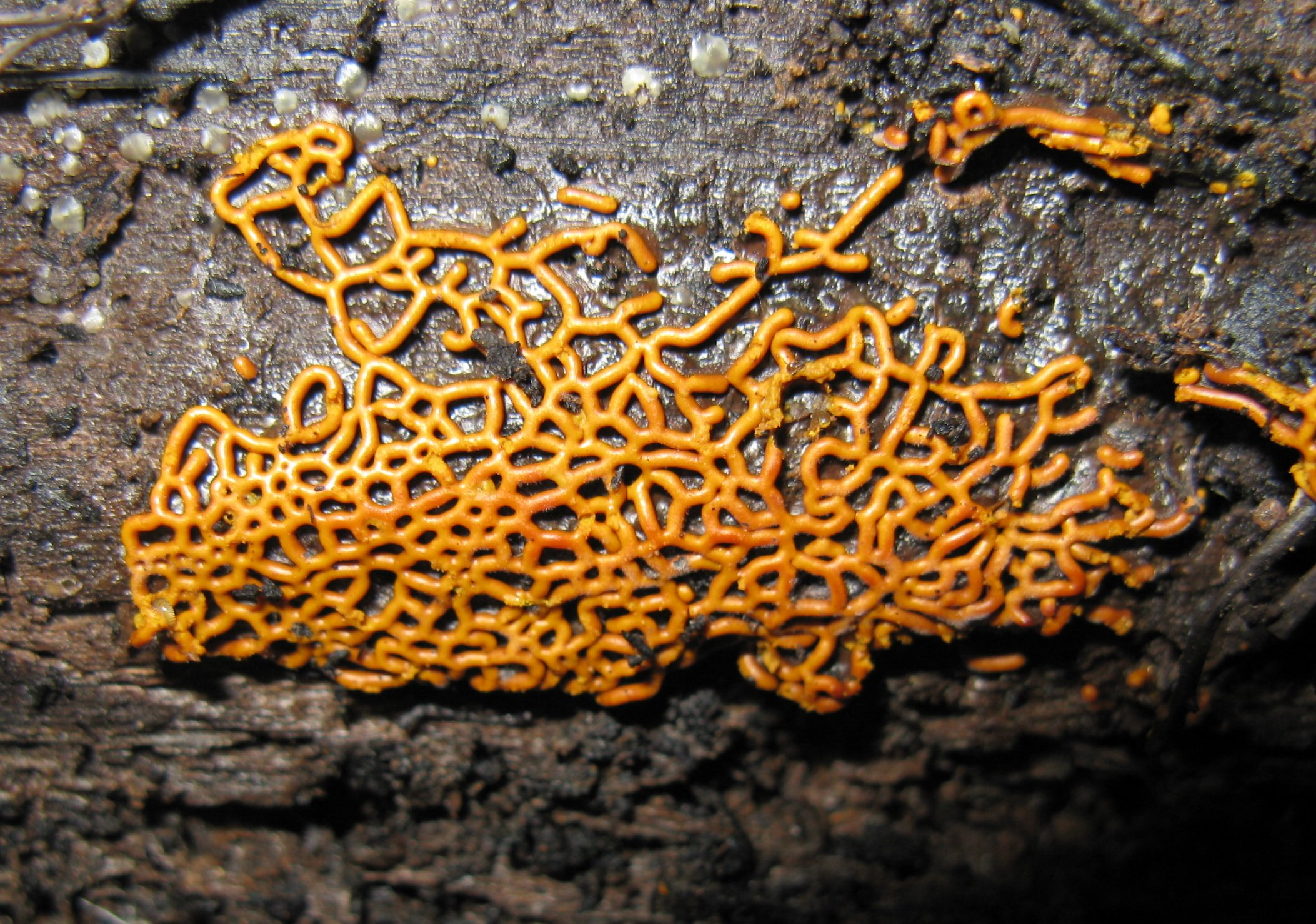
Plasmodiocarpo di Hemitrichia serpula
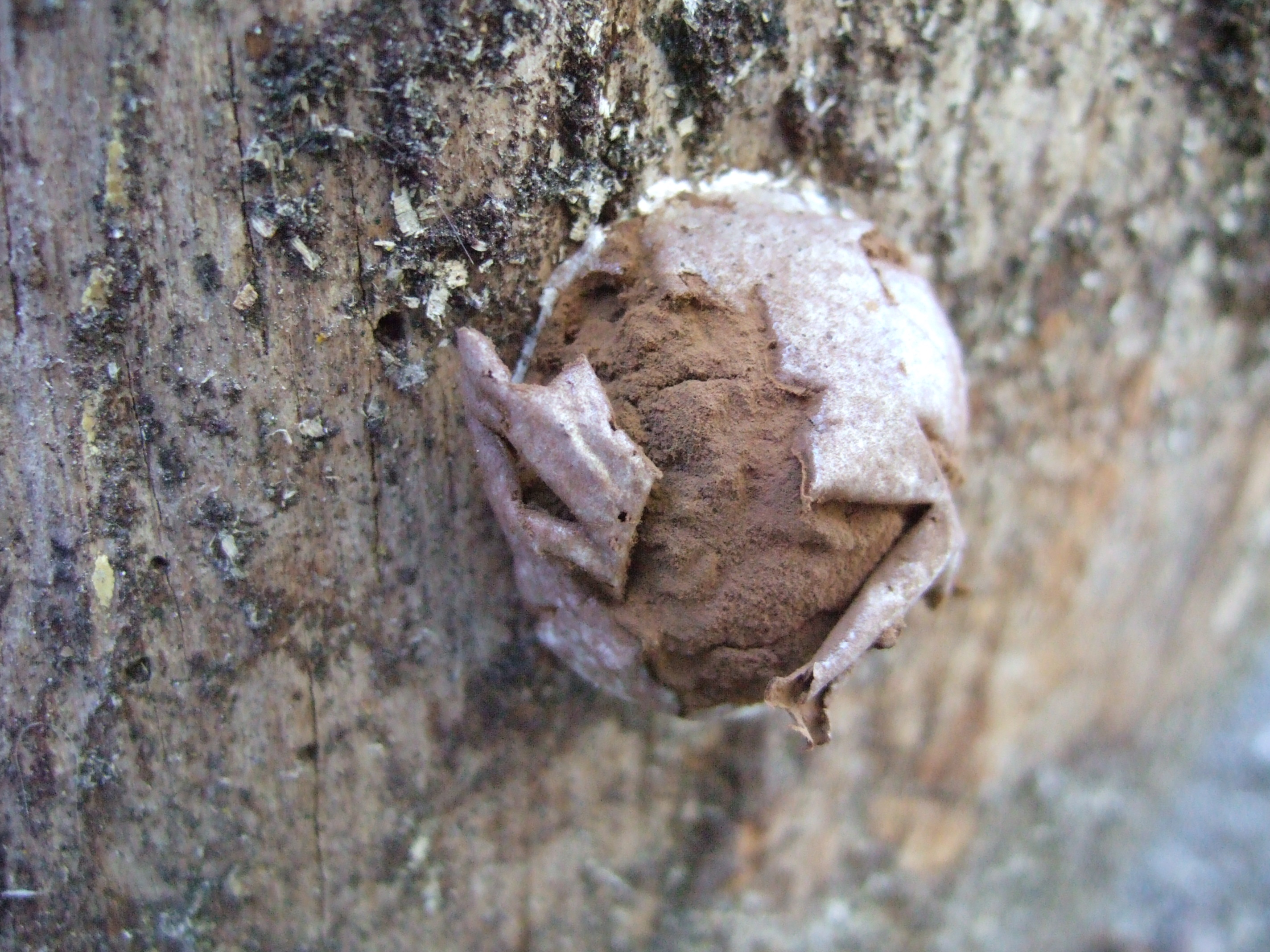
Aethalium di Enteridium lycoperdon

### Forme asessuate
Alcune specie di Myxogastria possono riprodursi in modo asessuale. Si tratta di organismi permanentemente diploidi, nei quali non avviene la meiosi prima della germinazione delle spore, e la produzione del plasmodio ha luogo senza la germinazione di due cellule.

## Distribuzione ed ecologia

### Distribuzione
I Myxogastria sono distribuiti in tutto il mondo, e anche i primi ricercatori trovarono specie in tutti i continenti esaminati. L'Europa e il Nord America sono spesso considerati l'habitat base di questo tipo di organismi. Stando a ricerche recenti, la maggior parte delle specie ha una distribuzione piuttosto localizzata. I Myxogastria vengono osservati più comunemente nelle aree a clima temperato, e la loro presenza nelle regioni polari risulta piuttosto rara, come pure nelle aree tropicali e subtropicali. Le caratteristiche fisiche del substrato di crescita e le condizioni climatiche sono i maggiori fattori ecologici che ne influenzano la distribuzione. Gli endemismi sono poco frequenti.
Nelle regioni settentrionali le specie di Myxogastria possono essere osservate in Alaska, Islanda, Scandinavia, Groenlandia e Russia. nella regione artica e subartica secondo studi recenti sarebbero presenti più di 150 diverse specie, in genere con presenza piuttosto localizzata ed in grado di vivere al di là della linea degli alberi. In Groenlandia il loro habitat può arrivare fino alla latitudine del 77° parallelo. Le specie di Myxogastria raggiungono la loro massima biodiversità e la loro frequenza più alta nelle foreste delle regioni temperate, che sono per loro habitat ideali per la grande ricchezza di materiale organico, per l'umidità adeguata (non troppo elevata) e per la copertura nevosa che dura a lungo, almeno nel caso delle specie adattate a vivere sotto la neve. Nelle zone tropicali o subtropicali sono state invece trovate poche specie di Myxogastria, anche perché la forte umidità rende impossibile la disidratazione necessaria per la produzione dei corpi fruttiferi e la conseguente diffusione delle spore, e favorisce inoltre l'infestazione degli stessi da parte delle muffe. Altri fattori limitanti sono la scarsità di luce sotto la chioma delle foreste presenti nei climi caldi e la conseguente riduzione del fototropismo preliminare alla fruttificazione. Vanno inoltre considerate la debolezza del vento, la poca fertilità dei suoli, la presenza di nemici naturali e la pioggia abbondante che può dilavare e disperdere le cellule nelle fasi unicellulari del ciclo vitale. L'abbondanza di specie che vivono al suolo o sul legno putrescente diminuisce quindi con l'aumento dell'umidità. In uno studio effettuato in Costa Rica, il 73% delle osservazioni totali di questo tipo di organismi era stato effettuato in zone relativamente aride della foresta tropicale, mentre il 18% era relativo a foreste pedemontane e solo il 9% a foreste pluviali di bassa quota.
Nell'area antartica sono state osservate specie di Myxogastria nelle Shetland Australi, Orcadi Meridionali, Georgia del sud e nella Penisola antartica. La specie delle regioni antartiche o sub-antartiche sono più rare che quelle delle zone artiche, anche se questa percezione potrebbe essere legata alle maggiori difficoltà di accesso. Fino al 1983, erano state effettuare solo 5 osservazioni, con ritrovamenti esclusivamente individuali. Due studi più recenti sulla flora di mixomiceti rilevano la scoperta di nuove specie di mixomiceti nelle zone forestali sub-antartiche, per esempio 67 specie nella Patagonia argentina e nella Terra del Fuoco, e 22 su terreni a quota elevata nelle Isola Macquarie.

### Habitat

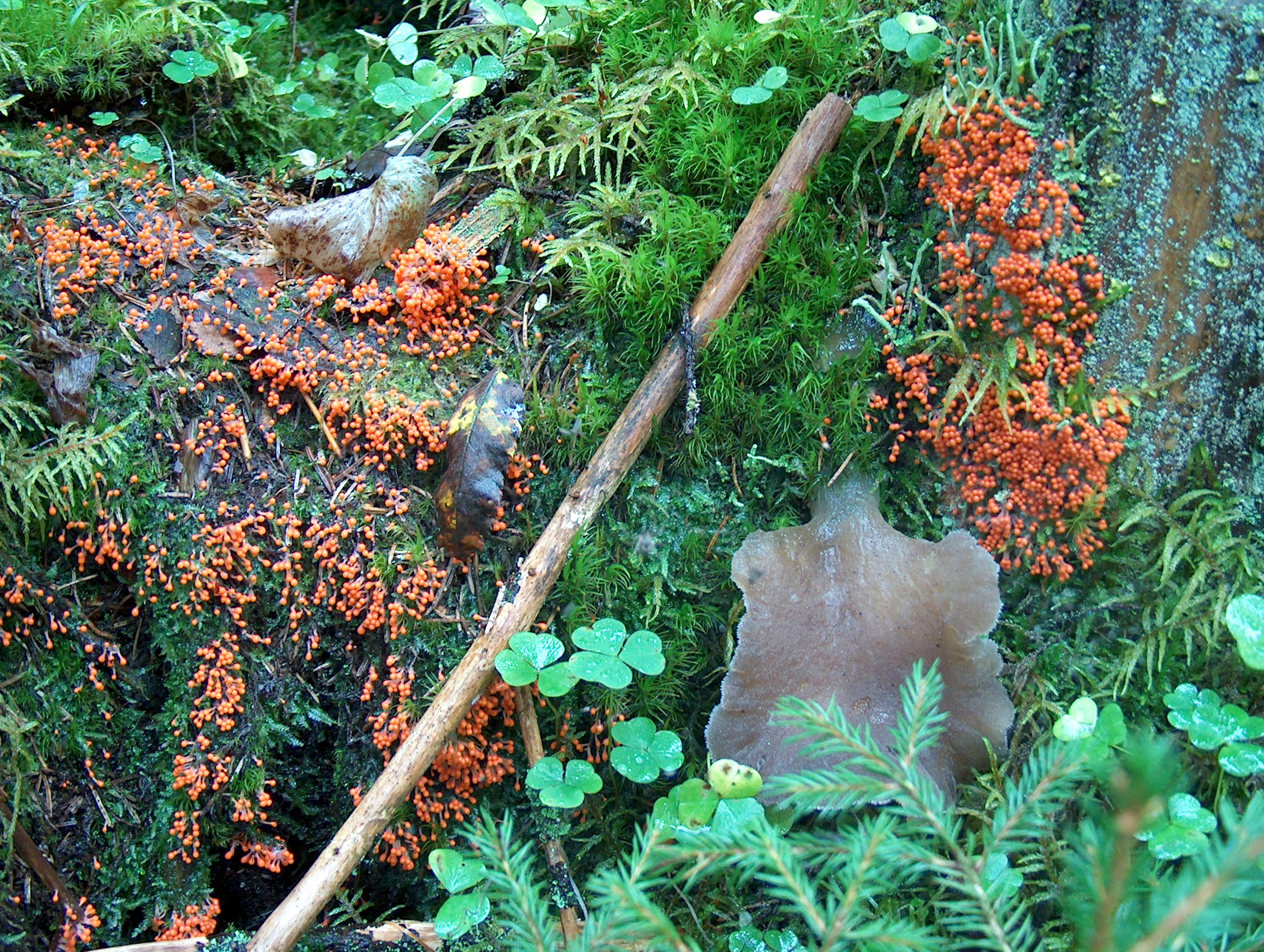
Trichia decipiens (ben riconoscibili gli sporangi arancioni), con muschi, funghi e piante su legno morto

La maggior parte delle specie di Myxogastria vive sulla terraferma in zone forestali aperte. Il microhabitat più importante è il legno morto, ma possono colonizzare anche la corteccia di alberi viventi, materiale vegetale in decomposizione, il suolo e gli escrementi animali. Questi funghi mucillaginosi possono anche essere ritrovati in alcuni ambienti inusuali. Il gruppo dei Myxogastria nivicoli vive su coltri nevose, sulle quali riescono a fruttificare rapidamente e a rilasciare le spore quando la neve si scioglie. Altre specie vivono nel deserto: 33 specie diverse sono state per esempio osservate nel Deserto di Sonora. Ai tropici inoltre alcune specie vivono sulla superficie fogliare delle piante locali. Alcune altre specie vivono in ambienti acquatici, come quelle dei generi Didymium, Physarum, Perichaena, Fuligo, Comatricha e Licea, che sono stati rilevati sott'acqua sia nella fase di myxoflagellati che in quella plasmodiale. Tutte queste specie meno una, Didymium difforme, fruttificano però solo quando escono dall'acqua o quando lo spessore dell'acqua diminuisce.

### Relazioni con altre specie

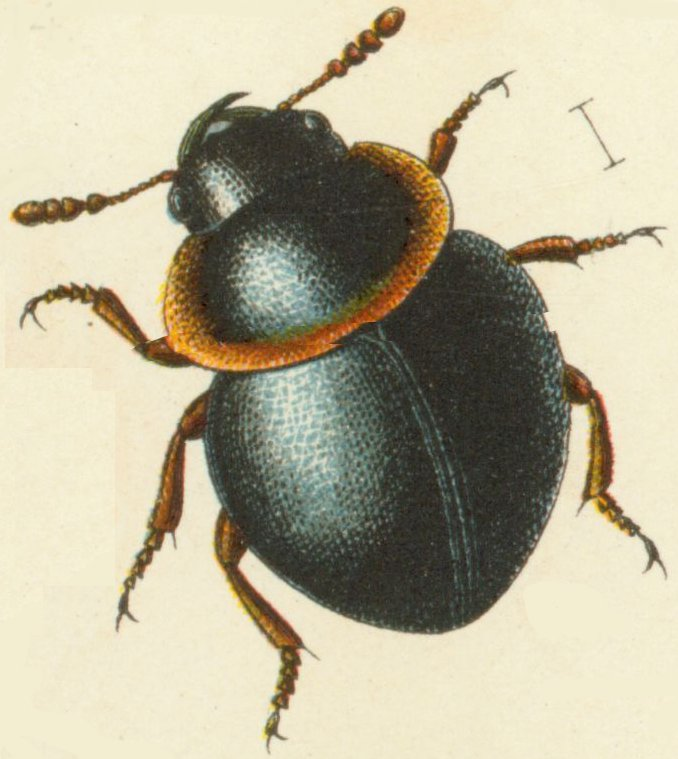
Agathidium mandibulare, un nemico naturale dei Myxogastria

Le relazioni tra i Myxogastria e gli altri organismi viventi al 2012 non erano ancora sono state esaminate molto in profondità. I loro predatori naturali comprendono vari artropodi, tra i quali acari e collemboli oltre a coleotteri delle famiglie Staphylinidae, Rhysodinae,, Eucinetidae, Eucinetidae, Clambidae, Eucnemidae,, Sphindidae, Cerylonidae, e Latridiidae. Vari nematodi sono anche stati osservati come predatori dei Myxogastria; queste specie si attaccano con la parte posteriore del corpo al citosol dei plasmodi o addirittura iniziano a vivere al loro interno. Certe specie di ditteri si sono evolute specializzandosi in questo modo: si tratta in particolare di rappresentanti delle famiglie Mycetophilidae, Sciaridae e Drosophilidae. La specie Epicypta testata è stata in particolare rilevata molte volte, specialmente su Enteridium lycoperdon, Enteridium splendens, Lycogala epidendrum e Tubifera ferruginosa.
Alcuni funghi, quasi tutti ascomiceti, si sono specializzati nella colonizzazione dei funghi mucillaginosi. La specie più comune tra questi è Verticillium rexianum, oltre a specie dei Comatricha o degli Stemonitis. Gliocladium album e Sesquicillium microsporum sono stati spesso trovati sui Physaridae, mentre Polycephalomyces tomentosus è spesso osservato su alcune specie di Trichiidae. Nectriopsis violacea si è specializzata per Fuligo septica. Sono inoltre state scoperte specie di batteri associate ai plasmodi, in particolare della famiglia Enterobacteriaceae. L'associazione tra plasmodi e batteri potrebbe portare alla fissazione dell'azoto atmosferico o alla produzione di enzimi che rendono possibile la decomposizione di materiali come la lignina, la carbossimetilcellulosa o gli xilani. In rari casi i plasmodi acquisiscono la tolleranza alla salinità o ai metalli pesanti, sempre grazie all'associazione con ceppi batterici.
Alcuni mixomiceti (Physarum) causano malattie delle piante, danneggiando ad esempio i tappeti erbosi, ma in generale non si tratta di danni tali da richiedere particolari forme di lotta o di controllo.

## Testimonianze fossili
I fossili di Myxogastria sono estremamente rari. Dato il loro breve ciclo vitale e la struttura corporea fragile sia dei plasmodi che dei corpi fruttiferi, la fossilizzazione era in genere impossibile. Solo alcune delle loro spore sono state in grado di mineralizzarsi e di giungere fino a noi. Tra i pochi esempi di individui fossilizzatisi in fasi non quiescenti possono essere citati alcuni casi di intrappolamento e conservazione nell'ambra. Fino al 2010 per questa classe erano noti solo tre fossili di corpi fruttiferi, due di spore e uno di plasmodio. Due vecchi taxa – Myxomycetes mangini e Bretonia hardingheni di Charles Eugène Bertrand, 1892 – sono oggi considerati dubbi e spesso non vengono più ritenuti validi. Friedrich Walter Domke descrisse nel 1952 la specie Stemonitis splendens, tutt'ora ritenuta valida, a partire da ritrovamenti di campioni vecchi di 35-40 milioni di anni trovati nell'ambra baltica. Lo stato di conservazioni e la completezza dei loro corpi fruttiferi è notevole, e questo ne ha permesso una determinazione accurata. Dello stesso periodo, e anche nello stesso materiale e più o meno della stessa zona, è un fossile di Arcyria sulcata, descritto per la prima volta nel 2003 da Heinrich Dörfelt e Alexander Schmidt; si tratta di una specie molto simile all'attuale Arcyria denudata. Entrambe le scoperte suggeriscono che i corpi fruttiferi di Myxogastria abbiano avuto solo mutamenti marginali negli ultimi 35–40 milioni di anni.
Va però rilevato che l'esemplare di Protophysarum balticum  ritrovato nell'ambra baltica e descritto per la prima volta nel 2006 da Dörfelt e Schmidt, è stato messo in discussione. Il fossile appariva non coerente con le caratteristiche tipiche del genere e la pubblicazione non era valida perché non era stato identificato con nessun nessun nome latino. Inoltre dettagli importanti dei suoi corpi fruttiferi non erano visibili, o erano in contraddizione con l'identificazione proposta. Oggi si pensa che il fossile sia da riferirsi a un lichene simile a quelli del genere Chaenotheca.
L'unico esemplare di plasmodio fossilizzato fu scoperto nell'ambra dominicana, e fu inizialmente attribuito ai Physarida. Tuttavia questa attribuzione è anch'essa considerata dubbia, e la pubblicazione originaria fu più tardi giudicata inaffidabile per l'insufficienza delle prove portate a supporto di tale attribuzione.
Nel 2019 venero descritti sporocarpi rinvenuti all'interno di ambra birmana, attribuiti al genere Stemonitis e considerati risalenti la medio Cretaceo e pressappoco vecchi di 99 milioni di anni. Questi sporocarpi sono indistinguibili da quelli dei taxa attualmente viventi, il sembra confermare una lunga stasi nell'evoluzione morfologica.
La scoperta degli unici due fossili mineralizzati di spore conosciuti risale al 1971; uno di questi, Trichia favoginea, si pensa che risalga al periodo post-glaciale.

## Storia della ricerca scientifica sui Myxogastria
Data la loro natura poco attraente, i Mixogastria furono per lungo tempo poco studiati dai ricercatori. Thomas Panckow per primo qualificò la specie Lycogala epidendrum come "Fungus cito crescentes" (fungo dalla crescita rapida) nel suo libro del 1654 Herbarium Portatile, oder behendes Kräuter- und Gewächsbuch. Pier Antonio Micheli nel 1729 sosteneva che i funghi mucillaginosi fossero diversi dai funghi in senso stretto, e Heinrich Friedrich Link si dichiarò a favore di questa ipotesi nel 1833. Elias Magnus Fries documentò lo stadio plasmodiale nel 1829, e 35 anni dopo Anton de Bary osservò la germinazione delle spore. Lo stesso De Bary scoprì inoltre la ciclosi nelle cellule di Myxogastria in movimento, e considerò questo tipo di organismi simili agli animali riclassificandoli come Mycetozoa, termine che tradotto letteralmente significa "Funghi animali". Questa interpretazione prevalse fino alla seconda metà del XX secolo.
Tra il 1874 e il 1876, Józef Rostafiński, uno studente di Anton de Bary, pubblicò la prima consistente monografia sul gruppo. Seguirono tre monografie di Arthur Lister e Gulielma Lister, che furono pubblicate nel 1894, 1911, e 1925. Si trattava di opere pionieristiche in materia di Myxogastria, come anche fu, nel 1934, il libro The Myxomycetes di Thomas H. Macbride e George Willard Martin. Importanti lavori nel tardo XX secolo sono stati una monografia del 1969 di George Willard Martin e Constantine John Alexopoulos, e una del 1975 di Lindsay Shepherd Olive. Il primo è probabilmente il più rilevante, e con esso comincia "l'era moderna della tassonomia dei Myxograstria". Altri importanti ricercatori sono stati Persoon, Rostafinski, Lister, Macbridge, Martin e Alexopoulos, ai quali si deve la scoperta e la classificazione di numerose specie.

Oltre alle monografie che trattano i Myxogastria a livello mondiale, sono stati importanti anche alcuni studi di carattere locale anche perché, rispetto ad altri, questo gruppo di organismi presenta variazioni regionali minori a causa dell'irregolarità del proprio meccanismo di dispersione. Per esempio, R. Hagelstein pubblicò nel 1944 The Mycetozoa of North America, e M. Farr's nel 1973 un volume ad-hoc nell'ambito dell'opera Flora Neotropica. Altri e più recenti studi di carattere locale sono The Myxomycetes of Britain and Ireland di Bruce Ing, Flora Mycologica Iberica di L. Band & P. Band (1997) e The Myxomycete Biota of Japan di Yamamoto (1998). L'opera in tre volumi Die Myxomyceten Deutschlands und des angrenzenden Alpenraumes unter besonderer Berücksichtigung Österreichs (I mixomiceti della Germania e dell'adiacente regione alpina con particolare attenzione all'Austria) fu scritta tra il 1993 e il 2000 da H. Neubert, W. Nowotny e K. Baumann, che Baumann pubblicò personalmente. Nonostante si tratti di un'opera amatoriale, il loro lavoro ha avuto vari riconoscimenti da parte di accademici ed è stato citato piuttosto di frequente in pubblicazioni standard.